# شناسه گذرنامه
شناسه گذرنامه، یک ابزار مؤثر برخط است که به کاربران، بینشی درباره گذرنامه، از جمله، مقایسه و رده‌بندی گذرنامه‌ها می‌دهد. رده‌بندی، بر پایه آزادی رفت‌وآمد و مسافرت بدون روادید دارنده گذرنامه هر کشور انجام می‌شود. این وبگاه، گذرنامه کشورهای گوناگون را با غربال‌گری‌های گوناگون، مانند منطقه و جلد روی گذرنامه، نشان می‌دهد.

## روش امتیازدهی
شناسه گذرنامه، گذرنامه‌ها را بیشتر بر پایه گزینه سفر بدون روادید، مقایسه می‌کند. اما چگونگی پذیرش کشورها از بازدیدکنندگان خارجی را نیز در نظر می‌گیرد. در این رده‌بندی، شناسه گذرنامه به گذرنامه صادر شده از سوی ۱۹۳ کشور عضو سازمان ملل متحد و ۶ قلمرو که شامل تایوان، ماکائو، هنگ کنگ، کوزوو، فلسطین، و واتیکان، نگاه می‌کند. قلمروهای ضمیمه شده به دیگر کشورها مانند جزیره نورفک (استرالیا)، پلی‌نزی فرانسه (فرانسه)، جزایر ویرجین بریتانیا (بریتانیا) از این رده‌بندی، خارج هستند.
- امتیاز سفر بدون روادید: شناسه گذرنامه، گذرنامه‌ها را بر پایه "امتیاز کاملاً بدون روادید" رده‌بندی می‌کند.[۸] چنانکه هر دارنده گذرنامه که بتواند بدون روادید یا با روادید در هنگام ورود یا با گرفتن الکترونیکی اجازه سفر Electronic Travel Authorization (ETA) به کشور دیگری وارد شود یک امتیاز، دریافت می‌کند. کشوری که بیشترین امتیاز سفر بدون روادید را داشته باشد قدرتمندترین گذرنامه را دارد.[۹]
- امتیاز پذیرش: شناسه گذرنامه، به هر کشوری که به بازدیدکنندگان از خود، اجازه ورود بدون روادید را بدهد یک امتیاز می‌دهد. کشوری که بیشترین شمار پذیرفته را داشته باشد پذیرنده‌ترین کشور جهان است.[۱۰]
- امتیاز سفر آزاد جهانی: معیاری است که آزادی سفر بین کشورها را نشان می‌دهد. این امتیاز از ۱۷،۹۰۴ در سال ۲۰۱۵ به ۲۰،۷۴۳ در اوت ۲۰۱۹ رسیده است.[۱۱] بیشترین امتیاز این معیار ۳۹،۴۰۲ است. زیرا اگر سفر بدون روادید بین همه ۱۹۹ کشور جهان، آزاد باشد آنگاه ۳۹،۴۰۲=۱۹۹×۱۹۹ است.
- امتیاز رفت‌وآمد جهانی: محکی برای نشان دادن اندازه آزادی یک فرد، برای رفت‌وآمد با داشتن یک یا چند گذرنامه است. امتیاز بیشتر، نشان‌دهنده افزایش آزادی رفت‌وآمد است.[۱۲]

## رده‌بندی
- رده‌بندی قدرت جهانی گذرنامه: گذرنامه‌های جهان، بر پایه جمع امتیاز سفر بدون روادید، رده‌بندی می‌شوند. کشورهایی که امتیاز برابر می‌گیرند در یک رده، قرار می‌گیرند.
- رده‌بندی قدرت گذرنامه فردی: داده بدست آمده از شاخص توسعه انسانی، برای همگرایی بیشتر و ایجاد رده‌بندی جامع استفاده می‌شود.[۱۳][۶]
- رده‌بندی کشورهای پذیرنده: شاخص گذرنامه، کشورها را بر پایه پذیرش مردم کشورهای دیگر، رده‌بندی می‌کند.

## نتیجه‌گیری
رده‌بندی‌های شاخص گذرنامه، به‌روز هستند و با تغییر توافق‌های روادید بین کشورها تغییر می‌کنند. در بسیاری از این رده‌ها ۱۰ کشور برتر، کشورهایی اروپایی به همراه سنگاپور هستند.

## مورد پژوهشی

### امارات متحده عربی
در سال ۲۰۱۷ شناسه گذرنامه، پژوهش خود را به بررسی توسعه ابتکار عمل تازه امارات متحده عربی در برنامه "گذرنامه قدرتمند" گذاشت. بر پایه این برنامه، امارات متحده عربی، می‌خواست جایگاه گذرنامه خود را تا ۵ گذرنامه برتر جهان در سال ۲۰۲۱ (میلادی) بالا ببرد. در ۳۱ اکتبر ۲۰۱۸ گذرنامه امارات متحده عربی به جایگاه چهارم رسید. در ۱ دسامبر ۲۰۱۸ گذرنامه امارات متحده عربی، قدرتمندترین گذرنامه جهان شد. در ۱ اوت ۲۰۱۹ با این گذرنامه می‌توان بدون روادید به ۱۷۵ کشور جهان، پا گذاشت.

## پشتیبان
صاحب وبگاه شناسه گذرنامه، نهاد Arton Capital است. کار این نهاد، خدمات مالی است و ستاد آن در سال ۲۰۱۴ در مونترآل کانادا بود.